# Olympische Sommerspiele 1996/Boxen
Bei den XXVI. Olympischen Sommerspielen 1996 in Atlanta fanden zwölf Wettbewerbe im Boxen statt. Austragungsort war das Alexander Memorial Coliseum auf dem Gelände des Georgia Institute of Technology.

## Bilanz

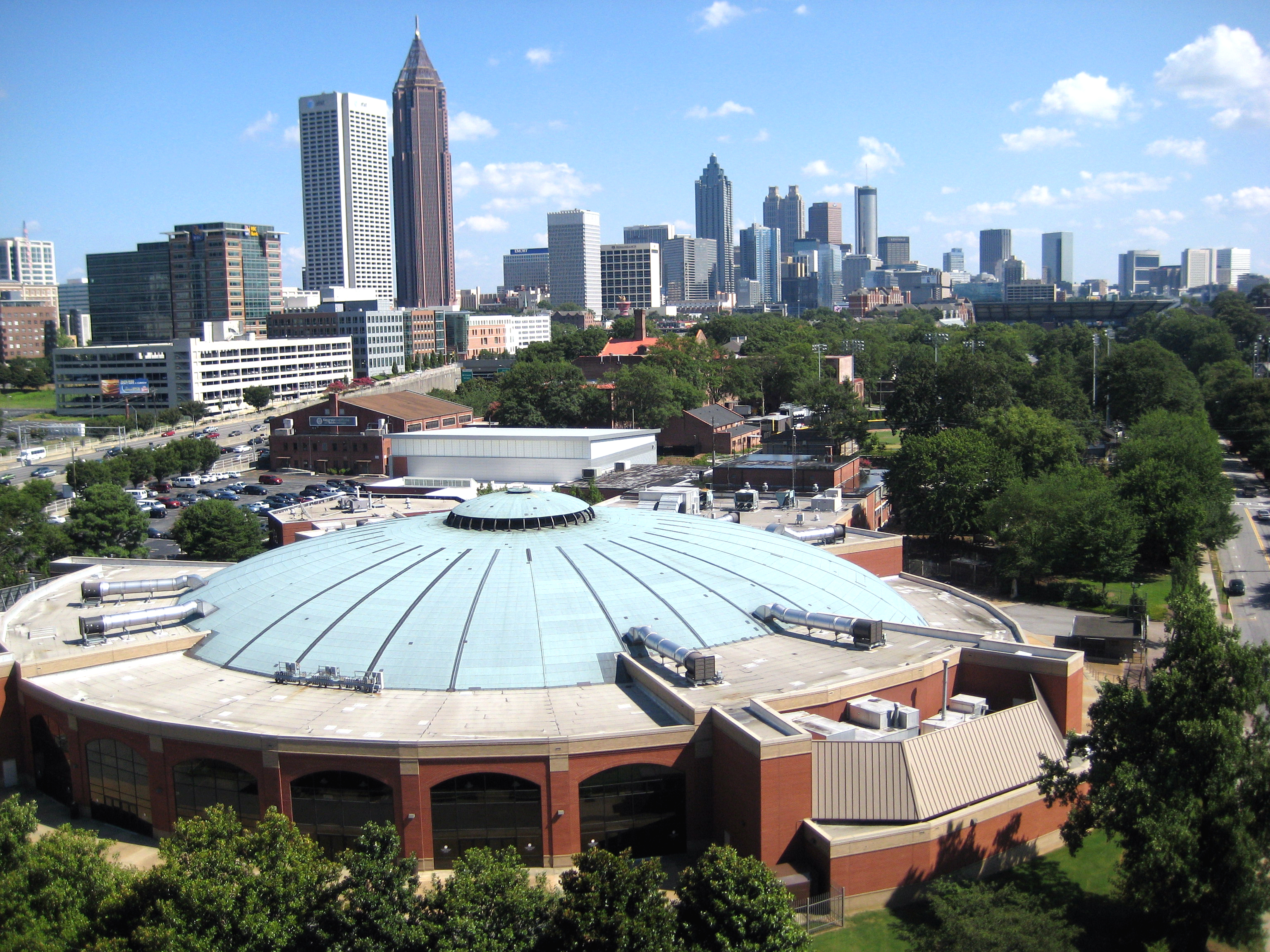
Alexander Memorial Coliseum

### Medaillenspiegel
| Platz | Land               | Gold | Silber | Bronze | Gesamt |
| ----- | ------------------ | ---- | ------ | ------ | ------ |
| 1     | Kuba               | 4    | 3      | –      | 7      |
| 2     | Bulgarien          | 1    | 2      | –      | 3      |
| 3     | Kasachstan         | 1    | 1      | 2      | 4      |
| 4     | Vereinigte Staaten | 1    | –      | 5      | 6      |
| 5     | Russland           | 1    | –      | 3      | 4      |
| 6     | Algerien           | 1    | –      | 1      | 2      |
| 6     | Thailand           | 1    | –      | 1      | 2      |
| 6     | Ukraine            | 1    | –      | 1      | 2      |
| 9     | Ungarn             | 1    | –      | –      | 1      |
| 10    | Deutschland        | –    | 1      | 3      | 4      |
| 11    | Kanada             | –    | 1      | –      | 1      |
| 11    | Philippinen        | –    | 1      | –      | 1      |
| 11    | Südkorea           | –    | 1      | –      | 1      |
| 11    | Tonga              | –    | 1      | –      | 1      |
| 11    | Türkei             | –    | 1      | –      | 1      |
| 16    | Rumänien           | –    | –      | 2      | 2      |
| 17    | Argentinien        | –    | –      | 1      | 1      |
| 17    | Nigeria            | –    | –      | 1      | 1      |
| 17    | Puerto Rico        | –    | –      | 1      | 1      |
| 17    | Spanien            | –    | –      | 1      | 1      |
| 17    | Tunesien           | –    | –      | 1      | 1      |
| 17    | Usbekistan         | –    | –      | 1      | 1      |

### Medaillengewinner
| Konkurrenz         | Gold               | Silber             | Bronze                               |
| ------------------ | ------------------ | ------------------ | ------------------------------------ |
| Halbfliegengewicht | Daniel Petrow      | Mansueto Velasco   | Oleh Kyrjuchin Rafael Lozano         |
| Fliegengewicht     | Maikro Romero      | Bolat Schumadilow  | Zoltan Lunka Albert Pakejew          |
| Bantamgewicht      | István Kovács      | Arnaldo Mesa       | Vichai Rachanon Raimkul Malachbekow  |
| Federgewicht       | Somluck Kamsing    | Serafim Todorow    | Pablo Chacón Floyd Mayweather        |
| Leichtgewicht      | Hocine Soltani     | Tontscho Tontschew | Terrance Cauthen Leonard Doroftei    |
| Halbweltergewicht  | Héctor Vinent      | Oktay Urkal        | Fathi Missaoui Bolat Nijasymbetow    |
| Weltergewicht      | Oleg Saitow        | Juan Hernández     | Daniel Santos Marian Simion          |
| Halbmittelgewicht  | David Reid         | Alfredo Duvergel   | Jermachan Ybrajymow Karim Toʻlaganov |
| Mittelgewicht      | Ariel Hernández    | Malik Beyleroğlu   | Mohamed Bahari Rhoshii Wells         |
| Halbschwergewicht  | Wassili Schirow    | Lee Seung-bae      | Antonio Tarver Thomas Ulrich         |
| Schwergewicht      | Félix Savón        | David Defiagbon    | Nate Jones Luan Krasniqi             |
| Superschwergewicht | Wladimir Klitschko | Paea Wolfgramm     | Duncan Dokiwari Alexei Lesin         |

## Ergebnisse

### Halbfliegengewicht (bis 48 kg)
| Platz | Land | Sportler         |
| ----- | ---- | ---------------- |
| 1     | BUL  | Daniel Petrow    |
| 2     | PHI  | Mansueto Velasco |
| 3     | UKR  | Oleh Kyrjuchin   |
| 3     | ESP  | Rafael Lozano    |
| 5     | MAR  | Hamid Berhili    |
| 5     | USA  | Albert Guardado  |
| 5     | THA  | Somrot Kamsing   |
| 5     | INA  | La Paene Masara  |

Datei: 21. Juli bis 3. August 1996 

30 Teilnehmer aus 30 Ländern

### Fliegengewicht (bis 51 kg)
| Platz | Land | Sportler          |
| ----- | ---- | ----------------- |
| 1     | CUB  | Maikro Romero     |
| 2     | KAZ  | Bolat Schumadilow |
| 3     | GER  | Zoltan Lunka      |
| 3     | RUS  | Albert Pakejew    |
| 5     | ALG  | Mehdi Assous      |
| 5     | IRL  | Damaen Kelly      |
| 5     | PHI  | Elias Recaido     |
| 5     | COL  | Daniel Reyes      |

Datei: 23. Juli bis 4. August 1996 

32 Teilnehmer aus 32 Ländern

### Bantamgewicht (bis 54 kg)
| Platz | Land | Sportler                   |
| ----- | ---- | -------------------------- |
| 1     | HUN  | István Kovács              |
| 2     | CUB  | Arnaldo Mesa               |
| 3     | THA  | Vichai Rachanon            |
| 3     | RUS  | Raimkul Malachbekow        |
| 5     | FRA  | Rachid Bouaita             |
| 5     | MGL  | Tsejen-Oidowyn Dawaatseren |
| 5     | MAR  | Hicham Nafil               |
| 5     | ROM  | George Olteanu             |

Datei: 20. Juli bis 3. August 1996 

31 Teilnehmer aus 31 Ländern

### Federgewicht (bis 57 kg)
| Platz | Land | Sportler         |
| ----- | ---- | ---------------- |
| 1     | THA  | Somluck Kamsing  |
| 2     | BUL  | Serafim Todorow  |
| 3     | ARG  | Pablo Chacón     |
| 3     | USA  | Floyd Mayweather |
| 5     | CUB  | Lorenzo Aragón   |
| 5     | GER  | Falk Huste       |
| 5     | HUN  | János Nagy       |
| 5     | RUS  | Ramaz Paliani    |

Datei: 22. Juli bis 4. August 1996 

31 Teilnehmer aus 31 Ländern

### Leichtgewicht (bis 60 kg)
| Platz | Land | Sportler             |
| ----- | ---- | -------------------- |
| 1     | ALG  | Hocine Soltani       |
| 2     | BUL  | Tontscho Tontschew   |
| 3     | USA  | Terrance Cauthen     |
| 3     | ROM  | Leonard Doroftei     |
| 5     | GEO  | Koba Gogoladse       |
| 5     | KOR  | Shin Eun-chul        |
| 5     | CAN  | Michael Strange      |
| 5     | THA  | Phongsit Veangviseth |

Datei: 21. Juli bis 3. August 1996 

31 Teilnehmer aus 31 Ländern

### Halbweltergewicht (bis 63,5 kg)
| Platz | Land | Sportler           |
| ----- | ---- | ------------------ |
| 1     | CUB  | Héctor Vinent      |
| 2     | GER  | Oktay Urkal        |
| 3     | TUN  | Fathi Missaoui     |
| 3     | KAZ  | Bolat Nijasymbetow |
| 5     | ALG  | Mohamed Allalou    |
| 5     | IRI  | Babak Moghimi      |
| 5     | FRA  | Nordine Mouchi     |
| 5     | RUS  | Eduard Sacharow    |

Datei: 24. Juli bis 4. August 1996 

32 Teilnehmer aus 32 Ländern

### Weltergewicht (bis 67 kg)
| Platz | Land | Sportler       |
| ----- | ---- | -------------- |
| 1     | RUS  | Oleg Saitow    |
| 2     | CUB  | Juan Hernández |
| 3     | PUR  | Daniel Santos  |
| 3     | ROM  | Marian Simion  |
| 5     | DEN  | Hasan Al       |
| 5     | UZB  | Nariman Atayev |
| 5     | TUN  | Kamel Chater   |
| 5     | KAZ  | Nurzhan Smanov |

Datei: 20. Juli bis 3. August 1996 

32 Teilnehmer aus 32 Ländern

### Halbmittelgewicht (bis 71 kg)
| Platz | Land | Sportler            |
| ----- | ---- | ------------------- |
| 1     | USA  | David Reid          |
| 2     | CUB  | Alfredo Duvergel    |
| 3     | KAZ  | Jermachan Ybrajymow |
| 3     | UZB  | Karim Toʻlaganov    |
| 5     | GER  | Markus Beyer        |
| 5     | SEY  | Rival Cadeau        |
| 5     | TUN  | Mohamed Marmouri    |
| 5     | ITA  | Antonio Perugino    |

Datei: 23. Juli bis 3. August 1996 

31 Teilnehmer aus 31 Ländern

### Mittelgewicht (bis 75 kg)
| Platz | Land | Sportler          |
| ----- | ---- | ----------------- |
| 1     | CUB  | Ariel Hernández   |
| 2     | TUR  | Malik Beyleroğlu  |
| 3     | ALG  | Mohamed Bahari    |
| 3     | USA  | Rhoshii Wells     |
| 5     | IRL  | Brian Magee       |
| 5     | RUS  | Alexander Lebsjak |
| 5     | POL  | Tomasz Borowski   |
| 5     | UZB  | Dilshod Yorbekov  |

Datei: 22. Juli bis 3. August 1996 

31 Teilnehmer aus 31 Ländern

### Halbschwergewicht (bis 81 kg)
| Platz | Land | Sportler        |
| ----- | ---- | --------------- |
| 1     | KAZ  | Wassili Schirow |
| 2     | KOR  | Lee Seung-bae   |
| 3     | USA  | Antonio Tarver  |
| 3     | GER  | Thomas Ulrich   |
| 5     | CAN  | Troy Ross       |
| 5     | BRA  | Daniel Bispo    |
| 5     | CRO  | Stipe Drviš     |
| 5     | PUR  | Enrique Flores  |

Datei: 24. Juli bis 4. August 1996 

31 Teilnehmer aus 31 Ländern

### Schwergewicht (bis 91 kg)
| Platz | Land | Sportler          |
| ----- | ---- | ----------------- |
| 1     | CUB  | Félix Savón       |
| 2     | CAN  | David Defiagbon   |
| 3     | USA  | Nate Jones        |
| 3     | GER  | Luan Krasniqi     |
| 5     | BLR  | Sjarhej Dytschkou |
| 5     | CHN  | Jiang Tao         |
| 5     | GEO  | Giorgi Kandelaki  |
| 5     | FRA  | Christophe Mendy  |

Datei: 21. Juli bis 3. August 1996 

24 Teilnehmer aus 24 Ländern

### Superschwergewicht (über 91 kg)
| Platz | Land | Sportler           |
| ----- | ---- | ------------------ |
| 1     | UKR  | Wladimir Klitschko |
| 2     | TON  | Paea Wolfgramm     |
| 3     | NGR  | Duncan Dokiwari    |
| 3     | RUS  | Alexei Lesin       |
| 5     | SWE  | Attila Levin       |
| 5     | AZE  | Ədalət Məmmədov    |
| 5     | GER  | René Monse         |
| 5     | CUB  | Alexis Rubalcaba   |

Datei: 23. Juli bis 4. August 1996 

19 Teilnehmer aus 19 Ländern